# Kommunvapen i Finland
Kommunvapen i Finland tillkom i flertalet fall i samband med en ny kommunallag från år 1949, som stipulerade att alla kommuner i landet skulle ha ett eget vapen. 
Vissa städer hade sedan tidigare vapen, medan det för landskommunernas del var behov av att skapa nya vapen som gärna skulle anknyta till kommunens läge eller seder och hantverk utmärkande för denna. Under en 20-årsperiod fick samtliga kommuner i Finland ett vapen. I samband med kommunsammanslagningar var det kutym att om möjligt även infoga detaljer från de tidigare kommunerna i det nya gemensamma vapnet. I allmänhet är de nyskapade vapnen ofta mycket stiliserade, kan ses som en återgång till heraldikens ursprung på medeltiden, och i och med detta har finsk heraldik rönt även internationell uppskattning.
De moderna landskap i Finland som bildades 1997 är formellt kommuner (sekundärkommuner) och deras vapen följer därför de allmänna regler som gäller för kommunvapen i Finland.
För närvarande (2009) pågår en ny omgång med kommunsammanslagningar och därmed skapande av nya kommunvapen i Finland. Den heraldiska kommittén vid riksarkivet skall godkänna nya kommunvapen innan de fastställs.
Nedan följer ett galleri över Finlands nuvarande kommunvapen. För tidigare, numera upphörda kommunvapen i Finland, se Upphörda kommunvapen i Finland.
Städer är markerade med fet stil.

## Birkaland

Ackas
Birkala
Ikalis
Juupajoki
Kangasala
Kihniö
Kuhmois
Lembois
Mänttä-Filpula
Nokia
Orivesi
Parkano
Pungalaitio
Pälkäne
Ruovesi
Sastamala
Tammerfors
Tavastkyro
Urdiala
Valkeakoski
Vesilax
Virdois
Ylöjärvi

## Egentliga Finland

Aura
Gustavs
Kimitoön
Koskis
Letala
Loimaa
Lundo
Masko
Nousis
Nystad
Nådendal
Oripää
Pargas
Pemar
Pyhäranta
Pöytis
Reso
Rusko
Sagu
Salo
Somero
S:t Karins
S:t Mårtens
Tövsala
Vemo
Virmo
Åbo

## Egentliga Tavastland

Forssa
Hattula
Hausjärvi
Humppila
Janakkala
Jockis
Loppis
Riihimäki
Tammela
Tavastehus
Ypäjä

## Kajanaland

Hyrynsalmi
Kajana
Kuhmo
Paldamo
Puolango
Ristijärvi
Sotkamo
Suomussalmi

## Kymmenedalen

Fredrikshamn
Kotka
Kouvola
Miehikkälä
Pyttis
Vederlax

## Lappland

Enare
Enontekis
Kemi
Kemijärvi
Keminmaa
Kittilä
Kolari
Muonio
Pelkosenniemi
Pello
Posio
Ranua
Rovaniemi
Salla
Savukoski
Simo
Sodankylä
Tervola
Torneå
Utsjoki
Övertorneå

## Mellersta Finland

Hankasalmi
Joutsa
Jyväskylä
Jämsä
Kannonkoski
Karstula
Keuru
Kinnula
Kivijärvi
Konnevesi
Kyyjärvi
Laukas
Luhango
Muldia
Muurame
Petäjävesi
Pihtipudas
Saarijärvi
Toivakka
Urais
Viitasaari
Äänekoski

## Mellersta Österbotten

Halso
Kannus
Karleby
Kaustby
Lestijärvi
Perho
Toholampi
Vetil

## Norra Karelen

Bräkylä
Heinävesi
Ilomants
Joensuu
Juga
Kides
Kontiolax
Lieksa
Libelits
Nurmes
Outokumpu
Polvijärvi
Tohmajärvi

## Norra Savolax

Idensalmi
Jorois
Kaavi
Keitele
Kiuruvesi
Kuopio
Lapinlax
Leppävirta
Pielavesi
Rautalampi
Rautavaara
Siilinjärvi
Sonkajärvi
Suonenjoki
Tervo
Tuusniemi
Varkaus
Vesanto
Vieremä

## Norra Österbotten

Alavieska
Brahestad
Haapajärvi
Haapavesi
Ijo
Kalajoki
Karlö
Kempele
Kuusamo
Kärsämäki
Limingo
Lumijoki
Merijärvi
Muhos
Nivala
Oulais
Pudasjärvi
Pyhäjoki
Pyhäjärvi
Pyhäntä
Reisjärvi
Sievi
Siikajoki
Siikalatva
Taivalkoski
Tyrnävä
Uleåborg
Utajärvi
Vaala
Ylivieska

## Nyland

Askola
Borgnäs
Borgå
Buckila
Esbo
Grankulla
Hangö
Helsingfors
Hyvinge
Högfors
Ingå
Kervo
Kyrkslätt
Lappträsk
Lojo
Lovisa
Mäntsälä
Mörskom
Nurmijärvi
Raseborg
Sibbo
Sjundeå
Träskända
Tusby
Vanda
Vichtis

## Päijänne-Tavastland

Asikkala
Gustav Adolfs
Heinola
Hollola
Itis
Kärkölä
Lahtis
Orimattila
Padasjoki
Sysmä

## Satakunta

Björneborg
Eura
Euraåminne
Harjavalta
Jämijärvi
Kankaanpää
Karvia
Kumo
Nakkila
Påmark
Raumo
Sastmola
Siikais
Säkylä
Ulvsby
Vittis

## Södra Karelen

Imatra
Klemis
Luumäki
Parikkala
Rautjärvi
Ruokolax
Savitaipale
Taipalsaari
Villmanstrand

## Södra Savolax

Enonkoski
Hirvensalmi
Jockas
Kangasniemi
Mäntyharju
Nyslott
Pieksämäki
Puumala
Rantasalmi
S:t Michel
Sulkava

## Södra Österbotten

Alajärvi
Alavo
Bötom
Etseri
Evijärvi
Ilmola
Kauhajoki
Kauhava
Kuortane
Kurikka
Lappajärvi
Lappo
Seinäjoki
Soini
Storkyro
Storå
Vindala
Östermark

## Åland

Brändö
Eckerö
Finström
Föglö
Geta
Hammarland
Jomala
Kumlinge
Kökar
Lemland
Lumparland
Mariehamn
Saltvik
Sottunga
Sund
Vårdö

## Österbotten

Jakobstad
Kaskö
Korsholm
Korsnäs
Kristinestad
Kronoby
Laihela
Larsmo
Malax
Nykarleby
Närpes
Pedersöre
Vasa
Vörå